# Оуенсвілл (Індіана)
Оуенсвілл (англ. Owensville) — місто (англ. town) в США, в окрузі Гібсон штату Індіана. Населення — 1338 осіб (2020).

## Географія
Оуенсвілл розташований за координатами 38°16′18″ пн. ш. 87°41′30″ зх. д. / 38.27167° пн. ш. 87.69167° зх. д. (38.271604, -87.691767).  За даними Бюро перепису населення США в 2010 році місто мало площу 1,52 км², уся площа — суходіл.

## Демографія
Згідно з переписом 2010 року, у місті мешкали 1284 особи в 510 домогосподарствах у складі 337 родин. Густота населення становила 842 особи/км².  Було 567 помешкань (372/км²).
Расовий склад населення:
| - 97,9 % — білих - 0,7 % — корінних американців - 0,2 % — чорних або афроамериканців - 0,2 % — азіатів |

До двох чи більше рас належало 0,9 %. Частка іспаномовних становила 1,2 % від усіх жителів.
За віковим діапазоном населення розподілялося таким чином: 24,0 % — особи молодші 18 років, 56,1 % — особи у віці 18—64 років, 19,9 % — особи у віці 65 років та старші. Медіана віку мешканця становила 40,6 року. На 100 осіб жіночої статі у місті припадало 90,5 чоловіків;  на 100 жінок у віці від 18 років та старших — 86,6 чоловіків також старших 18 років.
Середній дохід на одне домашнє господарство  становив 45 920 доларів США (медіана — 40 129), а середній дохід на одну сім'ю — 49 711 долар (медіана — 45 521). Медіана доходів становила 36 964 долари для чоловіків та 26 023 долари для жінок. За межею бідності перебувало 9,5 % осіб, у тому числі 14,4 % дітей у віці до 18 років та 9,8 % осіб у віці 65 років та старших.
Цивільне працевлаштоване населення становило 467 осіб. Основні галузі зайнятості: виробництво — 22,1 %, роздрібна торгівля — 16,9 %, освіта, охорона здоров'я та соціальна допомога — 12,2 %, науковці, спеціалісти, менеджери — 7,9 %.